# Алергічний дерматит
Алергі́чний дермати́т — вид дерматиту, прояв реактивної чутливості шкіри (місцеве запалення) за типом алергічної реакції у відповідь на вплив певного алергену.